# Campionato italiano di Formula 3 1976
Il Campionato italiano di Formula 3 1976 è stata la dodicesima edizione del Campionato italiano di Formula 3.

## Calendario
| Nº | Gara                                | Circuito                 | Data         | Altri campionati   |
| -- | ----------------------------------- | ------------------------ | ------------ | ------------------ |
| 1  | Mugello F3                          | Autodromo del Mugello    | 4 aprile     |                    |
| 2  | Trofeo Angelo Cinquetti             | Autodromo San Cristoforo | 25 aprile    |                    |
| 3  | Magione F3                          | Autodromo dell'Umbria    | 6 giugno     |                    |
| 4  | Gran Premio di Enna-Pergusa         | Autodromo di Pergusa     | 13 giugno    | Campionato europeo |
| 5  | Coppa Autodromo di Casale           | Autodromo di Casale      | 20 giugno    |                    |
| 6  | Gran Premio della Lotteria di Monza | Autodromo di Monza       | 27 giugno    | Campionato europeo |
| 7  | Coppa Autodromo di Casale           | Autodromo di Casale      | 5 settembre  |                    |
| 8  | Coppa Bevilacqua                    | Autodromo Dino Ferrari   | 19 settembre |                    |
| 9  | Trofeo Sachs                        | Autodromo di Monza       | 26 settembre |                    |
| 10 | Gran Premio di Campagnano           | Autodromo di Vallelunga  | 4 ottobre    | Campionato europeo |
| 11 | Trofeo Boletta                      | Autodromo dell'Umbria    | 1 novembre   |                    |

## Risultati
| N° | Gran Premio                         | Sede       | Pole position    | Giro veloce              | Vittoria                 |
| -- | ----------------------------------- | ---------- | ---------------- | ------------------------ | ------------------------ |
| 1  | Mugello F3                          | Mugello    |                  | Alessandro Pesenti-Rossi | Alessandro Pesenti-Rossi |
| 2  | Trofeo Cinquetti                    | Varano     | Riccardo Patrese | Riccardo Patrese         | Gianfranco Brancatelli   |
| 3  | Magione F3                          | Magione    |                  | Piercarlo Ghinzani       | Piercarlo Ghinzani       |
| 4  | Gran Premio di Enna-Pergusa         | Pergusa    |                  | Gianfranco Brancatelli   | Riccardo Patrese         |
| 5  | Coppa Autodromo di Casale           | Casale     |                  | Lamberto Leoni           | Conny Andersson          |
| 6  | Gran Premio della Lotteria di Monza | Monza      |                  | Riccardo Patrese         | Riccardo Patrese         |
| 7  | Coppa Autodromo di Casale           | Casale     |                  | Spreafico- Mantova       | Fernando Spreafico       |
| 8  | Coppa Bevilacqua                    | Imola      |                  |                          | Gianfranco Brancatelli   |
| 9  | Trofeo Sachs                        | Monza      |                  | Piercarlo Ghinzani       | Piercarlo Ghinzani       |
| 10 | Gran Premio di Campagnano           | Vallelunga |                  | Riccardo Patrese         | Gianfranco Brancatelli   |
| 11 | Trofeo Boletta                      | Magione    |                  | Riccardo Patrese         | Riccardo Patrese         |

- I risultati sono riferiti solo alle finali e non ad eventuali batterie di qualificazione.

### Classifica piloti
Il campionato viene vinto da Riccardo Patrese su Chevron B34-Toyota del Trivellato Racing Team.
| Posizione                                                                                        | Pilota                 | MUG | VAR | MAG | PER | CAS | MON | CAS | IMO | MON | VAL | MAG | Punti |
| ------------------------------------------------------------------------------------------------ | ---------------------- | --- | --- | --- | --- | --- | --- | --- | --- | --- | --- | --- | ----- |
| 1                                                                                                | Riccardo Patrese       |     | 9   |     | 1   | 2   | 1   |     | 3   | NQ  | 2   | 1   | 42    |
| 2                                                                                                | Piercarlo Ghinzani     | 2   | 2   | 1   | 3   | 7   | Rit | 2   | Rit | 1   | 3   | Rit | 36    |
| 3                                                                                                | Gianfranco Brancatelli |     | 1   | Rit | Rit | 3   | Rit |     | 1   | 9   | 1   | Rit | 33    |
| Legenda gara motoristica - Il grassetto indica le pole position, il corsivo indica i giri veloci |                        |     |     |     |     |     |     |     |     |     |     |     |       |